# هوئسا دل کمون
هوئسا دل کمون (به اسپانیایی: Huesa del Común) یک شهرستان در اسپانیا است که در استان تروئل واقع شده‌است.

## خصوصیات
هوئسا دل کمون ۶۱ کیلومترمربع مساحت و ۱۱۶ نفر جمعیت دارد.